# Iris unguicularis
Iris unguicularis là một loài thực vật có hoa trong họ Diên vĩ. Loài này được Poir. miêu tả khoa học đầu tiên năm 1789. Đây là loài bản địa Hy Lạp, Thổ Nhĩ Kỳ, Tây Syria và Tunisia. Nó phát triển thành 30 xentimét (12 in), với những chiếc lá thường xanh cỏ, tạo ra hoa tử đinh hương hoặc hoa màu tím với một dải màu vàng trung tâm trên thác. Những bông hoa xuất hiện vào mùa đông và đầu mùa xuân. Chúng có mùi thơm, với các ống bao hoa mạnh mẽ dài tới 20 cm..
Chúng rất dễ bị sên ăn, đặc biệt là những con rất nhỏ.
Loại cây này được trồng rộng rãi ở các vùng ôn đới và rất nhiều giống đã được chọn để sử dụng trong vườn, bao gồm cả đấu thầu dạng trắng 'Alba', và một giống lùn I. unguicularis subsp. cretensis. Giống 'Mary Barnard' được trao giải has giải nhà vườn của Hội làm vườn Hoàng gia.